# Lokomotiva Tomáš (2. řada)
2. řada seriálu Lokomotiva Tomáš je druhou sérií tohoto seriálu. Režíroval ji David Mitton. Poprvé byla vysílána od 31. května 1986 do 17. prosince 1986 na televizní stanici ITV, v České republice na JimJamu v roce 2008.

## Seznam dílů
| Č. v seriálu | Č. v řadě | Původní název                       | Český název                 | Režie        | Scénář        | Premiéra ve VB     |
| ------------ | --------- | ----------------------------------- | --------------------------- | ------------ | ------------- | ------------------ |
| 27           | 1         | Thomas, Percy & the Coal            | Tom, Percy a uhlí           | David Mitton | Wilbert Awrdy | 24. září 1986      |
| 28           | 2         | Cows                                | Krávy                       | David Mitton | Wilbert Awrdy | 24. září 1986      |
| 29           | 3         | Bertie's Chase                      | Bertieho honička            | David Mitton | Wilbert Awrdy | 1. října 1986      |
| 30           | 4         | Old Iron                            | Staré železo                | David Mitton | Wilbert Awrdy | 8. října 1986      |
| 31           | 5         | Saved From Scrap                    | Záchrana před šrotem        | David Mitton | Wilbert Awrdy | 1. října 1986      |
| 32           | 6         | Thomas & Trevor                     | Tom a Trevor                | David Mitton | Wilbert Awrdy | 8. října 1986      |
| 33           | 7         | Percy & The Signal                  | Percy a signál              | David Mitton | Wilbert Awrdy | 15. října 1986     |
| 34           | 8         | Duck Takes Charge                   | Kačer přebírá velení        | David Mitton | Wilbert Awrdy | 15. října 1986     |
| 35           | 9         | Percy & Harold                      | Percy a Harold              | David Mitton | Wilbert Awrdy | 22. října 1986     |
| 36           | 10        | The Runaway                         | Uprchlík                    | David Mitton | Wilbert Awrdy | 22. října 1986     |
| 37           | 11        | Percy Takes the Plunge              | Percyho pád                 | David Mitton | Wilbert Awrdy | 29. října 1986     |
| 38           | 12        | Pop Goes the Diesel                 | Nafoukaný Diesel            | David Mitton | Wilbert Awrdy | 29. října 1986     |
| 39           | 13        | Dirty Work                          | Špinavá práce               | David Mitton | Wilbert Awrdy | 5. listopadu 1986  |
| 40           | 14        | A Close Shave                       | O fous                      | David Mitton | Wilbert Awrdy | 5. listopadu 1986  |
| 41           | 15        | Better Late Than Never              | Radši pozdě než nikdy       | David Mitton | Wilbert Awrdy | 12. listopadu 1986 |
| 42           | 16        | Break Van                           | Spojovací vagón             | David Mitton | Wilbert Awrdy | 12. listopadu 1986 |
| 43           | 17        | The Deputation                      | Deputace                    | David Mitton | Wilbert Awrdy | 19. listopadu 1986 |
| 44           | 18        | Thomas Comes to Breakfast           | Tom jde na snídani          | David Mitton | Wilbert Awrdy | 19. listopadu 1986 |
| 45           | 19        | Daisy                               | Daisy                       | David Mitton | Wilbert Awrdy | 26. listopadu 1986 |
| 46           | 20        | Percy's Predicament                 | Percyho potíže              | David Mitton | Wilbert Awrdy | 26. listopadu 1986 |
| 47           | 21        | The Diseasel                        | Diesel                      | David Mitton | Wilbert Awrdy | 3. prosince 1986   |
| 48           | 22        | Wrong Road                          | Nesprávná trať              | David Mitton | Wilbert Awrdy | 3. prosince 1986   |
| 49           | 23        | Edward's Exploit                    | Edwardův výkon              | David Mitton | Wilbert Awrdy | 10. prosince 1986  |
| 50           | 24        | Ghost Train                         | Vlak duchů                  | David Mitton | Wilbert Awrdy | 10. prosince 1986  |
| 51           | 25        | Woolly Bear                         | Chlupatý jako medvěd        | David Mitton | Wilbert Awrdy | 17. prosince 1986  |
| 52           | 26        | Thomas & the Missing Christmas Tree | Tom a zmizelý vánoční strom | David Mitton | Wilbert Awrdy | 17. prosince 1986  |

## Postavy

### Dříve představené postavy
- Tomáš
- Edward
- Jindřich
- Gordon
- James
- Percy
- Toby
- Annie a Clarabel
- Henrietta
- Otravné vagóny
- Terence
- Bertie
- Tlustý přednosta
- paní Kyndleyová

### Představené postavy
- Duck (Kačer)
- Donald a Douglas
- Bill a Ben
- Diesel
- Daisy
- BoCo
- Trevor
- Harold